# Dendrobium glaucoviride
Dendrobium glaucoviride är en orkidéart som beskrevs av Johannes Jacobus Smith. Dendrobium glaucoviride ingår i släktet Dendrobium, och familjen orkidéer. Inga underarter finns listade i Catalogue of Life.